# Приречное (Крым)
Прире́чное (до 1962 года Садо́вое, до 1948 года Казанпи́р; укр. Прирічне, крымскотат. Qazan Pir, Къазан Пир) — село в Нижнегорском районе Республики Крым, входит в состав Жемчужинского сельского поселения (согласно административно-территориальному делению Украины — Жемчужинского сельского совета Автономной Республики Крым).

## Население
| 2001 | 2014 |
| ---- | ---- |
| 487  | ↘391 |

Всеукраинская перепись 2001 года показала следующее распределение по носителям языка
| Язык             | Процент |
| ---------------- | ------- |
| русский          | 65.91   |
| крымскотатарский | 17.66   |
| украинский       | 15.61   |
| другие           | 0.62    |

### Динамика численности
| - 1805 год — 51 чел. - 1864 год — 42 чел. - 1889 год — 231 чел. - 1892 год — 43 чел. - 1900 год — 13 чел. - 1915 год — 0 чел. | - 1926 год — 125 чел. - 1989 год — 443 чел. - 2001 год — 487 чел. - 2009 год — 450 чел. - 2014 год — 391 чел. |

## Современное состояние
На 2017 год в Приречном числится 5 улиц; на 2009 год, по данным сельсовета, село занимало площадь 32 гектара на которой, в 141 дворе, проживало 450 человек. В селе действуеют фельдшерско-акушерский пункт, библиотека-филиал № 41. Приречное связано автобусным сообщением с райцентром и соседними населёнными пунктами.

## География
Приречное — село на юге района, в начале Внешней гряды Крымских гор на левом берегу реки Кучук-Карасу, у границы с Советским районом, высота центра села над уровнем моря — 69 м. Ближайшие сёла: Фрунзе в 2 км на север, Жемчужина в 3,5 км на запад и Пруды Советского района в 3,5 км на юг. Расстояние до райцентра — около 24 километров (по шоссе), там же ближайшая железнодорожная станция — Нижнегорская, на линии Джанкой — Феодосия (до платформы 50 км около 15 км, но часть дороги — грунтовки). Транспортное сообщение осуществляется по региональной автодороге35Н-378 от шоссе Нижнегорский — Белогорск (по украинской классификации — С-0-10922).

## История
Первое документальное упоминание села встречается в Камеральном Описании Крыма… 1784 года, судя по которому, в последний период Крымского ханства Карканлар входил в Дип Чонгарский кадылык Карасъбазарскаго каймаканства. После присоединения Крыма к России (8) 19 апреля 1783 года, (8) 19 февраля 1784 года, именным указом Екатерины II сенату, на территории бывшего Крымского Ханства была образована Таврическая область и деревня была приписана к Левкопольскому, а после ликвидации в 1787 году Левкопольского — к Феодосийскому уезду Таврической области. После Павловских реформ, с 1796 по 1802 год, входила в Акмечетский уезд Новороссийской губернии. По новому административному делению, после создания 8 (20) октября 1802 года Таврической губернии, Казампир был включён в состав Урускоджинской волости Феодосийского уезда.
По Ведомости о числе селении, названиях оных, в них дворов… состоящих в Феодосийском уезде от 14 октября 1805 года , в деревне Казампир числилось 5 дворов и 51 житель. На военно-топографической карте генерал-майора Мухина 1817 года деревня Казанпир обозначена с 12 дворами. После реформы волостного деления 1829 года Казампир, согласно «Ведомости о казённых волостях Таврической губернии 1829 г», отнесли к Бурюкской волости (переименованной из Урускоджинской). На карте 1836 года в деревне 7 дворов, а на карте 1842 года Казампир обозначен условным знаком «малая деревня», то есть, менее 5 дворов.
В 1860-х годах, после земской реформы Александра II, деревню приписали к Шейих-Монахской волости. Согласно «Списку населённых мест Таврической губернии по сведениям 1864 года», составленному по результатам VIII ревизии 1864 года, Казанпир — владельческая татарская деревня с 8 дворами, 42 жителями и мечетью при реке Кучук-Кара-Су. На трёхверстовой карте Шуберта 1865—1876 года деревня Казанпир обозначена с 4 дворами. По «Памятной книге Таврической губернии 1889 года», по результатам Х ревизии 1887 года, вместе в двух деревнях Аргинчик и Казампир числилось 38 дворов и 231 житель. По «…Памятной книжке Таврической губернии на 1892 год» в безземельной деревне Казанпир, не входившей ни в одно сельское общество, было 43 жителя, у которых домохозяйств не числилось.
После земской реформы 1890-х годов деревню приписали к Андреевской волости. По «…Памятной книжке Таврической губернии на 1900 год» в деревне Казанпир, входившей в Васильевское сельское общество, числилось 13 жителей в 4 дворах. По Статистическому справочнику Таврической губернии. Ч.II-я. Статистический очерк, выпуск пятый Феодосийский уезд, 1915 год, на русским хуторе Казанпир Андреевской волости Феодосийского уезда числилось 3 двора без населения. При хуторе числилось 475 десятин удобной земли. В хозяйствах имелось 22 лошади, 21 вол и 6 коров.
После установления в Крыму Советской власти, по постановлению Крымревкома № 206 «Об изменении административных границ» от 8 января 1921 года была упразднена волостная система и село вошло в состав Ичкинского района Феодосийского уезда, а в 1922 году уезды получили название округов. 11 октября 1923 года, согласно постановлению ВЦИК, в административное деление Крымской АССР были внесены изменения, в результате которых округа были отменены, Ичкинский район упразднили, включив в состав Феодосийского в состав которого включили и село. Согласно Списку населённых пунктов Крымской АССР по Всесоюзной переписи 17 декабря 1926 года, на хуторе Казанпир, Саурчинского сельсовета Феодосийского района, числилось 25 дворов, все крестьянские, население составляло 125 человек, из них 124 русских и 1 записан в графе «прочие». Постановлением ВЦИК «О реорганизации сети районов Крымской АССР» от 30 октября 1930 года был создан Сейтлерский район (по другим сведениям 15 сентября 1931 года) и село передали в его состав. В период коллективизации Казанпир вначале был третьим отделением совхоза «Эшкен», а в 1935 году присоединён к совхозу «Победа».
В 1944 году, после освобождения Крыма от фашистов, 12 августа было принято постановление № ГОКО-6372с «О переселении колхозников в районы Крыма» и в сентябре 1944 года в район приехали первые новосёлы (320 семей) из Тамбовской области, а в начале 1950-х годов последовала вторая волна переселенцев из различных областей Украины. С 25 июня 1946 года Казанпир в составе Крымской области РСФСР. Указом Президиума Верховного Совета РСФСР от 18 мая 1948 года, Казанпир переименовали в Садовое. 26 апреля 1954 года Крымская область была передана из состава РСФСР в состав УССР. К 1960 году Садовое переименовали в Приречное (видимо, в 1954 году во избежание дублирования с переименованным тогда Ново-Царицыно, а, согласно справочнику «Крымская область. Административно-территориальное деление на 1 января 1968 года» — в период с 1954 по 1968 годы), на тот год село входило в состав Садового сельсовета. К 1977 году создан Жемчужинский сельсовет, которому переподчинили Приречное. По данным переписи 1989 года в селе проживало 443 человека. С 12 февраля 1991 года село в восстановленной Крымской АССР, 26 февраля 1992 года переименованной в Автономную Республику Крым. С 21 марта 2014 года — аннексирован Россией.